# Takuma Arano
Takuma Arano (jap. 荒野拓馬, Arano Takuma; * 20. April 1993 in Sapporo, Präfektur Hokkaidō) ist ein japanischer Fußballspieler. 

## Karriere
Takuma Arano erlernte das Fußballspielen in der Jugendmannschaft von Hokkaido Consadole Sapporo. Hier unterschrieb er 2012 auch seinen ersten Profivertrag. Der Verein aus Sapporo, einer Stadt von Hokkaidō, der nördlichsten der vier japanischen Hauptinseln, spielte in der höchsten Liga des Landes, der J1 League. Ende 2012 musste er mit dem Verein den Weg in die Zweitklassigkeit antreten. Von 2013 bis 2016 spielte er mit Sapporo in der zweiten Liga, der J2 League. Ende 2016 wurde er mit dem Club Meister der J2 und stieg in die erste Liga auf. 2019 stand er mit dem Club im Finale des J. League Cup. Hier verlor man im Elfmeterschießen gegen den Erstligisten Kawasaki Frontale. Am Ende der Saison 2024 belegte er mit Hokkaido den 19. Tabellenplatz und musste somit in die zweite Liga absteigen.

## Erfolge
Hokkaido Consadole Sapporo
- Japanischer Zweitligameister: 2016  ▲
- Japanischer Ligapokalfinalist: 2019